# 红松路 (上海)
红松路，是一條位于上海市闵行区虹桥镇境内的道路。其西段于1988年开工建设并命名。
虹桥镇政府预期其在十三五期间贯通西、东二段，使之西至兰竹路与红松路700弄居民区，东至虹梅路。

## 主要设施
- 上海市金汇实验学校
- 上海日本人学校（红松路校区）